# 1011

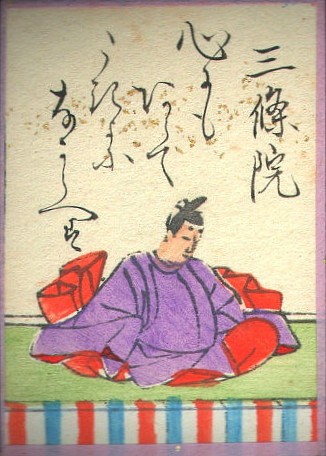
Portret van keizer Sanjo (976 - 1017).

Het jaar 1011 is het 11e jaar in de 11e eeuw volgens de christelijke jaartelling.

## Gebeurtenissen

### Europa
- 9 februari - Hertog Bernhard I overlijdt tijdens een pestepidemie en is opgevolgd door zijn 21-jarige zoon Bernhard II. Hij erft zijn leengoederen in Saksen en de functie van landvoogd over de steden Lüneburg, Minden en Herford. Bernard breidt zijn machtspositie verder uit en geeft de Saksische edelen meer autonomie (zelfbestuur). Hij maakt expansieplannen om de Wenden en de Friezen te onderwerpen.[1]
- Winter - Koning Hendrik II ("de Heilige") schenkt het hertogdom van Karinthië (inclusief het markgraafschap Verona) aan Adalbero van Eppenstein na het overlijden van hertog Koenraad I.[2]

### Azië
- 16 juli - Keizer Ichijo doet afstand van de troon na een regeerperiode van 25 jaar. Hij wordt opgevolgd door zijn neef Sanjo als de 67e keizer van Japan.[3]
- Het Deqing Leerpaleis (gelegen in de provincie Guangdong) wordt tijdens het bewind van de Noordelijke Song-dynastie gebouwd.

### Religie
- Eerste schriftelijke vermelding van de stad Neuchâtel (huidige Zwitserland).

## Geboren
- Peter Orseolo, koning van Hongarije (overleden 1059)
- Robert I ("de Oude"), Frans edelman (overleden 1076)

## Overleden
- 9 februari - Bernhard I, hertog van Saksen (r. 973 - 1011)
- 23 februari - Willigis, Duits aartsbisschop (r. 975 - 1011)
- 25 juli - Ichijo (31), keizer van Japan (r. 986 - 1011)
- 5 november - Mathilde II, Duits edelvrouw en abdis
- 21 november - Reizei (61), keizer van Japan (r. 967 - 969)
- Anna Porphyrogenitus (48), echtgenote van Vladimir van Kiev
- Koenraad I, heerser van Karinthië en Verona (r. 1004 - 1011)